# Bischöfliches Knabenseminar

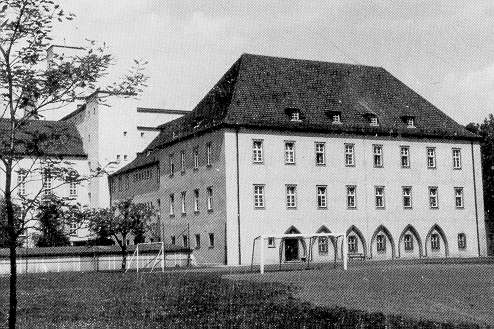
Ottonianum in Bamberg, 1970er Jahre

Als bischöfliches Knabenseminar, Kleines Seminar oder Bischöfliches Studienseminar bezeichnete man ein Internat der katholischen Kirche für Knaben, die den Wunsch haben, Priester zu werden.

## Geschichte
Beim Konzil von Trient (1545–1563) wurde beschlossen, dass
„jede Kathedral-, Metropolitan- oder noch höhere Kirche […] eine gewisse Zahl von Knaben aus der Stadt und der Diözese […] in einem Kollegium […] zu verpflegen, religiös zu erziehen und in den kirchlichen Wissenschaften heranzubilden verpflichtet sein soll.“ (Sess. XXIII c. 18)
Das Knabenseminar wurde von einem Rektor gemeinsam mit dem Vizerektor geleitet; einem Spiritual oblag die Gestaltung des religiösen Lebens. Die erzieherische Betreuung der Zöglinge erfolgte durch Studienpräfekten. Der Eintritt der Knaben erfolgte meist mit 10 Jahren. Sie blieben im Knabenseminar bis zur Matura bzw. bis zum Abitur. Danach hatten sie die Möglichkeit, in ein Priesterseminar einzutreten.
Im deutschsprachigen Raum wurden die ersten bischöflichen Knabenseminare bereits wenige Jahrzehnte nach dem Konzil von Trient gegründet; parallel dazu erfolgte bald die Gründung von Jesuitenschulen. Seit dem Zweiten Vatikanischen Konzil in den 1960er Jahren wurden die Knabenseminare zunehmend für alle katholischen Schüler geöffnet und dienen einer allgemeinen christlichen Erziehung und nicht mehr speziell der Hinführung auf das Priesteramt. Vielfach sind sie heute koedukative Privatschulen mit angegliedertem Internat.
Das katholische Kirchenrecht (CIC von 1983) fördert die Einrichtung der „Kleinen Seminare“, legt aber fest, dass in jedem Fall die allgemeine Hochschulreife erworben werden muss; ein „Fachabitur“ für Theologen ist damit ausgeschlossen:
Can. 234 - § l. Wo Kleine Seminare oder andere Einrichtungen dieser Art bestehen, sind sie beizubehalten und zu fördern; in diesen ist zur Förderung von Berufungen dafür zu sorgen, dass eine besondere religiöse Bildung in Verbindung mit einer geistes- und naturwissenschaftlichen Ausbildung vermittelt wird; wo es der Diözesanbischof für nützlich hält, hat er die Errichtung eines Kleinen Seminars oder einer ähnlichen Einrichtung zu veranlassen.
§ 2. Wenn nicht in bestimmten Fällen die Umstände etwas anderes nahelegen, sind die Jugendlichen, die sich mit dem Gedanken tragen, auf das Priestertum zuzugehen, mit der geistes- und naturwissenschaftlichen Ausbildung auszustatten, mit der Jugendliche in dem jeweiligen Gebiet für das Hochschulstudium vorbereitet werden.

## Liste von aktuellen und ehemaligen Knabenseminaren

### Knabenseminare in Deutschland

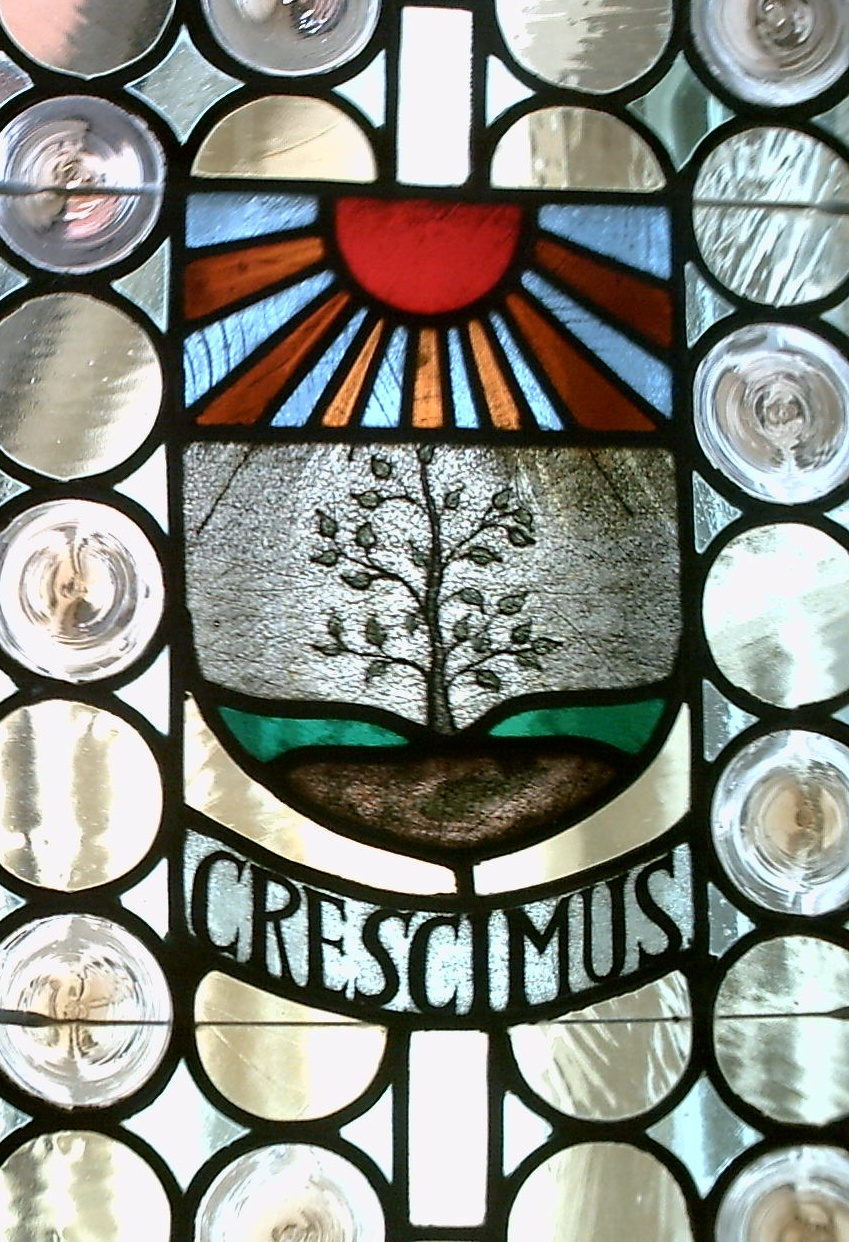
Glasfenster im Liborianum, Paderborn. Leitspruch: Wir wachsen.

Baden-Württemberg
- Kolleg St. Josef in Ehingen (Donau), Bistum Rottenburg-Stuttgart (ehemals)
- Erzbischöfliches Studienheim St. Georg in Freiburg im Breisgau, Erzbistum Freiburg (ehemals)
- Konradihaus in Konstanz, Erzbistum Freiburg (1864–1999)
- Erzbischöfliches Knaben- und Gymnasialkonvikt St. Bernhard in Rastatt, Erzbistum Freiburg (1898–1981)
- Fidelishaus in Sigmaringen, Erzbistum Freiburg (1856–2003)
- Erzbischöfliches Studienheim St. Michael in Tauberbischofsheim, Erzbistum Freiburg (1871-[?])

Bayern
- Bischöfliches Knabenseminar St. Joseph, Dillingen an der Donau, Diözese Augsburg, gegründet 1862, aufgelöst 19??[2]
- Bischöfliches Studienseminar St. Magnus, Kempten, gegründet 1952, Diözese Augsburg, aufgelöst 1987[1] Ottonianum in Bamberg, Erzbistum Bamberg, gegründet 1828, aufgelöst 1999
- Haus St. Richard, Eichstätt, aufgelöst 1985
- Kleines Seminar St. Willibald, Eichstätt aufgelöst 1991
- Knaben- und Studienseminar St. Wunibald, Eichstätt aufgelöst 1980
- Studienseminar St. Michael in Traunstein, Erzbistum München und Freising, seit der Gründung 1929 mit schulischer Ausbildung am staatlichen Chiemgau-Gymnasium Traunstein[3]
- Gymnasium und Internat der Benediktiner in Schäftlarn, Erzbistum München und Freising, gegründet 1884
- Bischöfliches Knabenseminar St. Maximilian (untere Abteilung) und St. Valentin (obere Abteilung), Passau, gegründet 1843, geschlossen 1983[4]
- Bischöfliches Studienseminar St. Altmann, Burghausen, Diözese Passau, gegründet 1956, geschlossen 1990[5]
- Nürnberg, gegründet 1957[1], 1998 geschlossen
- Studienseminar St. Wolfgang, im Stift Obermünster, Regensburg, gegründet 1882, geschlossen 1998[6]Bischöfliches
- Studienseminar Sankt Wolfgang, Straubing, Diözese Regensburg, gegründet 1885, aufgelöst 1995[7]
- Bischöfliches Studienseminar Weiden in der Oberpfalz, Diözese Regensburg, gegründet 1955, geschlossen 1989[8]
- Bischöfliches Studienseminar und Ordensseminar im Kloster Metten, Diözese Regensburg, beide 1939 geschlossen, Klosterinternat und Mädcheninternat der Armen Schulschwestern U. L. F. 2017 geschlossen, seit 1969 gemischtes Gymnasium
- Bischöfliches Studienseminar Kilianeum Würzburg, gegründet 1871, geschlossen 1998
- Bischöfliches Studienseminar Kilianeum Bad Königshofen, Diözese Würzburg, gegründet 1964[1], 1995 geschlossen
- Bischöfliches Studienseminar Kilianeum Miltenberg, Diözese Würzburg, gegründet 1927, 1995 geschlossen 1982

Nordrhein-Westfalen
- Collegium Marianum in Bonn, Erzbistum Köln (ehemals)
- Liborianum, Erzbischöfliches Knabenseminar in Paderborn (1847–1979), jetzt Bildungsstätte des Erzbistums Paderborn
- Collegium Josephinum, Erzbischöfliches Jungeninternat (Konvikt) in Bad Münstereifel (1856–1995)
- Apostolische Schule des Ordens der Legionäre Christi, 2008 in Bad Münstereifel eröffnet

### Knabenseminare in Österreich
- Knabenseminar Hollabrunn (Erzdiözese Wien), als Knabenseminar bis 1992, heute nur Gymnasium.
- Knabenseminar Sachsenbrunn (Erzdiözese Wien), als Knabenseminar 1959 bis 1992, heute nur Gymnasium.
- Bischöfliches Gymnasium Petrinum (Diözese Linz), als Knabenseminar bis 1999.
- Knabenseminar Marianum (Klagenfurt, Diözese Gurk), seit 1946 in Tanzberg
- Knabenseminar Tanzenberg (Diözese Gurk), heute Bundesgymnasium
- Kollegium Borromaeum Salzburg (Erzdiözese Salzburg), heute Erzbischöfliches Privatgymnasium
- Bischöfliches Seminar Graz der Diözese Graz-Seckau, als Teil des Bischöflichen Zentrums für Bildung und Berufung „Augustinum“
- Bischöfliches Gymnasium Paulinum der Diözese Innsbruck, seit 1999 (Schließung des Internates) Gymnasium unter kirchlicher Trägerschaft
- Bischöfliches Knabenseminar Mattersburg der Diözese Eisenstadt, bis 1998
- Bischöfliches Seminar Melk

### Knabenseminare in Südtirol-Trentino (Italien)
- Johanneum in Dorf Tirol, Südtirol, Erzdiözese Trient: ab 1840 in Bozen, ab 1878 in Meran, von 1928 bis zur Schließung 2001 in Dorf Tirol
- Vinzentinum in Brixen, Südtirol, Diözese Bozen-Brixen: heute humanistisches Gymnasium und Schülerheim.
- Collegio Arcivescovile Celestino Endrici in Trient, Erzdiözese Trient: 1872 bis 2013, heute Gymnasium, Schüler- und Studentenheim der Erzdiözese Trient